# بولدكلوبن فرم
بولدكلوبن فرم (بالدنماركية: Boldklubben Frem)‏ هو نادي كرة قدم دنماركي تأسس في 1886 ، يقع مقره الرئيسي في كوبنهاغن، ويلعب في Danish 2nd Division ‏.

## وصلات خارجية
- الموقع الرسمي